# Josep Maria Izquierdo Ibañez
Josep María Izquierdo Ibáñez (nacido en Badalona el 15 de mayo de 1967) es un entrenador de baloncesto español que actualmente es entrenador ayudante de Željko Obradović en el KK Partizan.

## Clubs
- Categorías inferiores. Sant Josep Badalona.
- 1988-99. Club Joventut de Badalona. (Liga ACB). Segundo entrenador.
- 1999-01. Club Joventut de Badalona. (Liga ACB)
- 2001-02. Melilla Baloncesto. (LEB Oro).
- 2002-03. Real Madrid. (Liga ACB). Segundo entrenador
- 2003-06. Melilla Baloncesto. (LEB Oro)
- 2006-07. Leche Río Breogán. (LEB Oro)
- 2007-08. CB L'Hospitalet. (LEB Oro).
- Abr. 2009. Fundación Adepal Alcázar. (LEB Bronce)
- 2009-10. CB Prat Joventut. (LEB Plata)
- 2013-20. Fenerbahçe Ülkerspor. Segundo entrenador
- 2021-Act. KK Partizan. Segundo entrenador